# Impact (miniserie)
Impact is een Duits-Amerikaans-Canadese (Engelstalige) miniserie of tweedelige rampenfilm uit 2008, onder regie van Mike Rohl. Het verhaal werd geschreven door Michael Vickerman.

## Verhaal
Terwijl mensen over de hele wereld buiten kijken naar de grootste meteorietenregen in 10.000 jaar, reist daarin onopgemerkt een stukje van een 'bruine dwerg' mee, een dode ster. Deze slaat in op de maan, waarbij een stuk van de bruine dwerg achterblijft in de geslagen krater. Door de dichtheid van het aan de maan toegevoegde gesteente, wordt deze zwaarder dan de aarde en raakt ze uit haar normale baan. De gevolgen hiervan zijn dat er op aarde grote veranderingen plaatsvinden in de magnetische velden en van de plaatselijke zwaartekracht.
Wetenschapster Maddie Rhoser wordt door de (naamloze) president van de Verenigde Staten aangesteld om zich bezig te houden met de zaak. Haar collega Jared Chan komt erachter dat de afwijking van de maanronde toeneemt en deze uiteindelijk in zal slaan op aarde, waarmee een definitieve massa-extinctie dreigt. Rhoser roept de hulp in van specialisten Roland en Alex Kittner. Laatstgenoemde heeft echter andere prioriteiten, omdat hij sinds de dood van zijn vrouw met zijn schoonvader Lloyd voor zijn kinderen Jake en Sadie moet zorgen. Rolands verloofde Martina Aiton is daarbij net zwanger van hun eerste kind en doet verwoede pogingen de wetenschapsfreak dit duidelijk te maken. Uiteindelijk worden de twee mannen gekozen voor een missie die ervoor moet zorgen dat het achtergebleven restant van de bruine dwerg uit de maan kan worden verwijderd, waardoor de maan weer in zijn normale positie rond de aarde circuleert en stabiliseert. De missie slaagt, maar door een ongeval blijft Roland achter op de maan en sterft wanneer de explosie plaatsvindt en de maan in tweeën splijt. Kittner wordt eenmaal terug op aarde herenigd met zijn kinderen.

## Rolverdeling
- Natasha Henstridge: Maddie Rhoser
- Steven Culp: President van de VS
- Yee Jee Tso: Jared Chan
- Benjamin Sadler: Roland Emerson
- David James Elliott: Alex Kittner
- Owen Best: Jake
- Natasha Calis: Sadie
- James Cromwell: Lloyd
- Florentine Lahme: Martina Aiton
- Colin Cunningham: David Reese
- Samantha Ferris: Renee Ferguson
- Michael Kopsa: Generaal Vaughn
- Benjamin Ayres: Bob Pierce
- Ty Olsson: Derek
- Agam Darshi: Ella Barlow
- Kurt Max Runte: Gunther Lutz

## Trivia
- Acteurs Culp en Elliott speelden van 1997 tot en met 2004 ook samen in de televisieserie JAG.